# Systaria panay
Espèce
Systaria panay est une espèce d'araignées aranéomorphes de la famille des Miturgidae.

## Distribution
Cette espèce est endémique de Panay aux Philippines,. Elle se rencontre vers Sibaliv à 450 m d'altitude.

## Description
La femelle holotype mesure 6,6 mm.

## Étymologie
Son nom d'espèce lui a été donné en référence au lieu de sa découverte, Panay.

## Publication originale
- Jäger, 2018 : On the genus Systaria (Araneae: Clubionidae) in Southeast Asia: new species from caves and forests. Zootaxa, no 4504(4), p. 524-544.